# Srednja dolžina
Srednja dolžina  (oznaka {\displaystyle L\,}) je v astronomiji in astrodinamiki eden izmed elementov tira, s katerimi sta določena lega in hitrost nebesnega telesa.
Srednja dolžina pove nebesno dolžino na kateri bi bilo telo, če bi bila njegova tirnica krožna in, če bi bil naklon tira 0 º.

## Računanje
Srednjo dolžino je moč izračunati po enačbi:
{\displaystyle L=M+{\bar {\omega }}=M+\Omega +\omega \,\!,}
kjer je:
- {\displaystyle M\,} srednja anomalija,
- {\displaystyle {\bar {\omega }}\,} dolžina periapside,
- {\displaystyle \Omega \,} dolžina dvižnega vozla
- {\displaystyle \omega \,} argument periapside.